# Тан Шэнчжи
Тан Шэнчжи́ (кит. упр. 唐生智, пиньинь Táng Shēngzhì, 12 октября 1889, уезд Дунъань, гор. окр. Юнчжоу, пров. Хунань, Империя Цин — 6 апреля 1970, г. Чанша, пров. Хунань, КНР), другое имя Мэн Сяо (孟潇) — китайский военный и политический деятель. Он участвовал в важных войнах в первые дни основания Китайской Республики, таких как «Война в защиту республики», «Движение в защиту конституции» и Северном походе. В период от основания Китайской Республики до начала Антияпонской войны он занимал различные высокие должности в политической и военной сферах. В завершающий период войны между силами Гоминьдана и коммунистами Тан Шэнчжи поддерживал Коммунистическую партию Китая, находясь в пров.Хунань. Он участвовал в «Хунаньском мирном восстании» в 1949 году. После основания Китайской Народной Республики он служил в вооруженных силах пров. Хунань. Ещё будучи военным, Тан Шэнчжи исповедовал буддизм, поэтому впоследствии был известен как «буддийский генерал».

## Военная карьера

### Ранние годы
После участия в Синьхайской революции, Тан Шэнчжи окончил Военную академию Баодин в 1914 году. Весной 1915 года, после окончания обучения, Тан Шэнчжи был направлен в смешанную бригаду армии провинции Хунань в качестве стажера командира взвода и исполняющего обязанности командира роты.
В сентябре 1917 года началось «Движение в защиту конституции». Тан Шэнчжи вместе со своими войсками участвовал в движении и был произведен в звание командира 3-го полка 1-й бригады 2-й дивизии армии провинции Хунань.

### Эпоха милитаристов
Изначально Тан Шэнчжи подчинялся милитаристу провинции Хунань Чжао Хэнти. После того, как Чжао Хэнти был избран губернатором провинции Хунань в 1921 году, Тан Шэнчжи был повышен до командира четвёртой войсковой дивизии провинции Хунань. У Тан Шэнчжи были разногласия с Е Кайсинь, командиром третьей войсковой дивизии провинции Хунань. Кроме того, Тан Шэнчжи считал, что Чжао Хэнти слишком снисходительно относится к Е Кайсинь, поэтому в марте 1926 года он поднял мятеж, изгнал Чжао Хэнти из Чанша и занял пост губернатора. Е Кайсинь в свою очередь попросил помощи у У Пэйфу, который готовился вернуться в Ухань. Тан Шэнчжи был разбит и был вынужден отступить из Чанша к границе провинции Гуандун.
2 июня 1926 года Тан Шэнчжи присоединился к Северному походу гоминьдановской Национально-революционной армии, получив в свое командование 8-ю армию, после чего он произвел сильное контрнаступление на Хунань. Он повторно оккупировал Чанша, а затем занял пост председателя провинции. В 1927 году он занимал должности члена центрального политического комитета Гоминьдана в г. Ухань, члена военного комитета, члена комитета национального правительства в г. Ухань и главнокомандующего 4-й армией Национально-революционной армии.
В 1929 году Тан Шэнчжи примкнул к Чан Кайши и участвовал на его стороне в войне против гуансийской клики. Он помог Чан Кайши обеспечить контроль над северным Пекином и регионом Тяньцзинь, изгнав Бай Чунси, милитариста из Гуанси, который фактически контролировал регион, но якобы был союзником Чан Кайши. Позже Тан Шэнчжи с большим успехом сражался с другими милитаристами за Чан Кайши. Однако после того, как потенциальные соперники были побеждены, между Тан Шэнжи и Чан Кайши назрел конфликт, когда Чан Кайши попытался избавиться от Тан Шэнчжи, и в результате чего Тан Шэнчжи перешёл на сторону милитаристов в Гуандуне, чтобы помочь им сражаться с Чан Кайши. Проиграв войну в 1930 году, он на время удалился с политической арены.
В 1931 году он служил членом Национального правительства Гуанчжоу, а также членом постоянного комитета Военного совета. После Мукденского инцидента Тан Шэнчжи вернулся в стан Нанкинского правительства и занял пост главы военного совета Национального правительства. В апреле 1935 года ему было присвоено звание генерала.
Во время второй Японо-китайской войны большинство милитаристов в Китае стали объединяться против японских захватчиков. Тан Шэнчжи получил высокий пост в комитете национальной обороны Чан Кайши. После неоднократных просьб Чан Кайши Тан Шэнчжи принял командование нанкинским гарнизоном во время осады Нанкина японцами в декабре 1937 года и пообещал сражаться с японцами до самой смерти.

## Битва за Нанкин
Главной причиной назначения Тан Шэчнжи на должность начальника обороны города заключалась в том, что он поддерживал позицию Чан Кайши по обороне города, считая город символом нации. Вера Чан Кайши в Тан Шэнчжи была главным образом построена на участии Тан Шэнчжи в Северном походе в 1927 году, в котором Тан Шэнчжи привел свои войска в провинцию Хунань, чтобы поддержать националистов.

### Начало обороны
К началу декабря 1937 года японские войска вышли на окраину Нанкина.
События обороны Нанкина вовсе не соответствовали плану, сформулированному Чан Кайши и Тан Шэнчжи. План защиты рухнул с самого начала, потому что защитники были подавлены видом того, как китайские войска спасались бегством от боёв в окрестностях Нанкина. Войска бежали в более безопасное место, и в их панике дисциплина была нарушена до такой степени, что подразделения отказывались подчиняться каким-либо приказам. В некоторых случаях командиры полков, оборонявших столицу, были застрелены ротными командирами бегущих частей просто потому, что полковые командиры препятствовали бегству китайских войск от японцев. Чан Кайши, который уже уехал в Ухань, предоставил Тан Шэнчжи право расстрела на месте любого, кто не подчиняется его приказу. Однако Тан Шэнчжи не смог воспользоваться этим правом, так как в бегство пустились сотни тысяч солдат. Чтобы выполнить приказ Чан Кайши, Тан Шэнчжи пришлось бы сначала заставить нанкинский гарнизон вести бой с бегущими войсками, прежде чем начать защиту города от японцев.
Когда стало очевидно, что план рушится из-за полного отсутствия дисциплины среди бегущих войск, Тан Шэнчжи понял, что не сможет удержать город. Учитывая мрачные обстоятельства, Чан Кайши и его штаб смирились с этой неудачей. Однако Чан Кайши не хотел отдавать столицу без боя, так как боялся волны неодобрения и негодования общественности.
В то же время Чан Кайши был чрезвычайно благодарен Тан Шэнчжи за то, что он принял на себя командование Нанкинским гарнизоном и, таким образом, позволил Чан Кайши избежать дилеммы, вызванной сложившейся ситуацией. Он приказал Тан Шэнчжи продолжать безнадёжную битву достаточно долго, и тогда у него бы появилась реальная возможность принять решение об отступлении, сохранив при этом свою репутацию. Тан Шэнчжи оказался в очень трудном положении, так как ему пришлось продолжать оборону Нанкина, которая, как он знал, была бесполезной, так как город всё равно будет оставлен в ближайшем будущем. Напряжённость была ощутимо очевидна на пресс-конференции, которую Тан Шэнчжи провёл перед осадой Нанкина, чтобы поднять боевой дух войск. Репортеры отметили, что Тан Шэнчжи был чрезвычайно возбуждён и что он так сильно потел, что кто-то протянул ему полотенце, чтобы он мог вытереть лоб.
Пока японская армия сбрасывала с самолётов листовки с приказом городу капитулировать, Тан Шэнчжи публично выразил своё возмущение. Несмотря на своё первоначальное обещание сражаться до последнего человека, он, казалось, хотел сделать всё, чтобы избежать столкновения в городе, чтобы спасти столицу и её жителей. В то же время ему также пришлось вести безнадёжную символическую борьбу за защиту столицы, чтобы предотвратить столкновение китайского правительства с китайской общественностью.

### Решение о генеральном отступлении
Как только до Тан Шэнчжи дошли новости о том, что несколько подразделений оставили свои позиции и бежали вопреки приказу, стало очевидно, что общее отступление неизбежно. Проблема заключалась в том, что тот, кто отдал приказ об отступлении, будет обвинен в потере столицы и столкнется с гневом китайской общественности. Тан Шэнчжи очень не хотел разделять ответственность и вытекающую из этого вину в одиночку, поэтому он созвал собрание, на котором присутствовали все командиры дивизии и те, кто занимал более высокое положение, и показал им разрешение Чан Кайши отступать при необходимости. Когда Тан Шэнчжи спросил мнение каждого, то получил единодушный ответ об отступлении, поэтому он попросил всех подписать свои имена на приказе Чан Кайши, прежде чем он отдаст общий приказ об отступлении.
12 декабря, после двух дней обороны от противника с подавляющим численным превосходством, который обстреливал город сильным артиллерийским огнем и проводил бомбардировки с воздуха, Тан Шэнчжи объявил о всеобщем отступлении. В тот вечер он сам сбежал из города через ворота Ицзян на северной стороне городских стен, единственные ворота, которые в тот момент все ещё были доступны в качестве пути к отступлению. О намерении сдать город японским военным властям сообщено не было.

### Провал отступления
Поскольку оборона города пошла не по плану, общее организованное отступление также сорвалось, что привело к хаотичному и паническое бегству.
К позднему вечеру неорганизованное отступление превратилось в полный хаос. Многие командиры просто бросили свои войска и бежали самостоятельно, не отдавая приказа к отступлению. Из 100 000 защитников столицы и тысяч китайских солдат, бежавших обратно в столицу после боев в окрестностях Нанкина, только двум полкам удалось успешно отступить в соответствии с первоначальным планом, и оба остались целыми. Другие подразделения, которые не отступали согласно первоначальному плану, попали под удар японских войск.

## Жизнь после Нанкина
Несмотря на поддержку и защиту Чан Кайши, Тан Шэнчжи был обвинен провале обороны, который привел к резне в Нанкине. После войны Тан Шэнчжи прожил в уединении и посвятил себя постижению буддизма.
В 1947 году он был избран депутатом от уезда Дунъань провинции Хунань для участия в первом Национальном собрании Китайской республики. В ноябре 1948 года он отправился в Нанкин и Шанхай, чтобы предложить Чан Кайши заключить перемирие с КПК. В 1949 году он участвовал в организации движения «Мирного освобождения» в пров. Хунань и занимал пост председателя «Народного комитета самопомощи провинции Хунань». После основания Китайской Народной Республики он занимал различные военные и политические должности в провинции Хунань и Южнокитайском военном округе, например, должность заместителя председателя и вице-губернатора Народного правительства провинции Хунань, члена Южнокитайского военного и административного округа, члена Государственного комитета обороны Китайской Народной Республики. Он также был членом Центрального постоянного комитета Революционного комитета Гоминьдана, членом Постоянного комитета Всекитайского собрания народных представителей и постоянным членом Национального комитета Народного политического консультативного совета Китая.

## Смерть
Во время Культурной революции Тан Шэнчжи попал под удар репрессий: по словам его сына, он был заключён в тюрьму за отказ участвовать в разоблачении бывшего подчинённого Хэ Луна (Хэ Лун служил под его командованием в ранние годы). 6 апреля 1970 г. Тан Шэнчжи скончался от рецидива рака кишечника в г. Чанша в возрасте 81 года.